# Вотерлувил
Вотерлувил (енгл. Waterlooville) је град у Уједињеном Краљевству у Енглеској. Према процени из 2007. у граду је живело 64.511 становника.

## Становништво
Према процени, у граду је 2008. живело 64.511 становника.
| 1981.  | 1991.  | 2001.  |
| ------ | ------ | ------ |
| 57,296 | 65,473 | 63,558 |